# Adonis (disc jockey)
Adonis, pseudonimo di Michael A. Smith (Chicago, 4 gennaio 1963), è un produttore discografico, disc jockey e musicista statunitense.
Attivo prevalentemente negli anni ottanta, è considerato uno dei precursori della Chicago house.

## Biografia
Nato a Chicago nel 1963, è stato fin da subito attratto dalla musica. Dopo aver studiato all'American Conservatory of Music, dai primi anni ottanta ha collaborato con alcuni gruppi musicali di genere R&B come bassista, tra i quali i Clockwork, insieme ai quali suona brani melodici. Parallelamente, dopo aver scoperto il nascente genere della musica house attraverso il brano On and On di Jesse Saunders, ha avviato un'attività parallela come disc jockey realizzando diverse tracce.
Il brano No Way Back, primo singolo ufficiale come solista, fu pubblicato nel 1986 dall'etichetta discografica Trax Records quando l'artista aveva diciannove anni, e ottenne da subito un notevole successo di vendite nonostante il genere house in quel periodo fosse ancora poco esplorato, vendendo 100.000 copie. A questo primo lavoro seguirono alcuni altri singoli pubblicati sempre dalla Trax Records e dalla DJ International Records, durante la seconda metà degli anni ottanta. Successivamente, non trovando accordi con le case discografiche, la sua produzione discografica proseguì con la realizzazione di remix.
La seppur breve attività come solista del disc jockey è stata ricordata più volte anche nei decenni a seguire. Nel 2014 è stato inserito da Rolling Stone, grazie al brano d'esordio No Way Back, nell'elenco dei 20 Best Chicago House Records, insieme a brani come Your Love e Baby Wants to Ride di Frankie Knuckles e Can't Get Enough di Liz Torres e Master C & J. Lo stesso singolo di No Way Back è stato ripubblicato altre volte, con delle ulteriori versioni inedite nel 2006 e nel 2011.

## Discografia

### Singoli
- 1986 - No Way Back
- 1986 - We're Rocking Down the House
- 1988 - Acid Poke
- 1988 - H.O.U.S.E. (feat. M. C. Kodak)
- 1989 - Do You Wanna Jack (Come Gentry Ice)
- 2009 - Clap Me

con i The Endless Poker's
- 1987 - ! The Poke !

con i Clockwork
- 1984 - I'm Your Candy Girl
- 1984 - Night Life
- 1987 - Feela-La-La

con Jack Frost & The Circle Jerks
Album
- 1988 - The the Max